# OceanGate
OceanGate Inc. fue una empresa privada que operaba en Everett, Washington (Estados Unidos), que ofrecía soluciones sumergibles tripuladas para la industria, la investigación y la exploración. La empresa fue fundada en 2009 por Stockton Rush.
La empresa adquirió un buque sumergible, Antipodes, y luego construyó dos propios: Cyclops 1  y Titan. En 2021, OceanGate comenzó a llevar turistas de pago en el Titan para visitar los restos del Titanic. A partir de 2022, el precio del pasajero en una expedición de OceanGate al naufragio del Titanic era de 250 000 dólares estadounidenses por persona.
El 18 de junio de 2023, Titán implosionó durante un viaje al sitio del naufragio del Titanic, matando a los cinco ocupantes a bordo, incluido Rush. Se lanzó una operación internacional de búsqueda y rescate, y el 22 de junio se encontraron los restos en el lecho marino a unos 500 metros (1600 pies) del lugar del naufragio del Titanic. El 6 de julio de 2023, OceanGate suspendió todas las operaciones después de la fatal implosión en junio.

## Sumergibles

### Cyclops (500 metros)
En colaboración con el Laboratorio de Física Aplicada de la Universidad de Washington, OceanGate desarrolló el sumergible Cyclops 1, un sumergible para 5 personas que es capaz de alcanzar profundidades de «hasta un máximo de 500 metros (1640 pies)», según la empresa. Lanzado en marzo de 2015, el sumergible Cyclops 1 es el primer sumergible de la clase Cyclops desarrollado por OceanGate.

### Titan (4000 metros)
OceanGate trabajó con ingenieros del Centro Marshall de vuelos espaciales de la NASA en Huntsville, Alabama, para desarrollar y fabricar Titan, una embarcación cilíndrica con forma de huso para cinco personas hecha de  fibra de carbono y titanio. El cilindro de filamento enrollado que forma la sección central del recipiente a presión tenía un grosor de 5 pulgadas (130 mm) y estaba hecho de 660 capas de material de fibra de carbono. El recipiente a presión completo constaba de dos hemisferios de titanio, dos anillos de interfaz de titanio a juego y el cilindro enrollado de fibra de carbono de 142 cm (56 pulgadas) de diámetro interno y 2,4 metros (7 pies 10 pulgadas) de largo, [cita requerida] en el portalón existía un ojo de buey de material plástico transparente que fue concebido para 1.300 m de profundidad y no para 4.000 m. El portalón se cerraba o aperturaba mediante tornillos accionados manualmente desde fuera, no existía forma de abrir desde dentro. En su interior existía una plataforma plana sin asientos donde piloto, guía y pasajeros iban intercalados.
La propulsión consistía en cuatro propelas pequeñas, dos para desplazamiento horizontal y dos para la vertical, estaban comandados por un joystick similar a los usados por Play Station. Como lastre se usaban unos tubos de metal adosados a la patineta de aterrizaje. El Titan contaba con una cámara exterior y una pantalla en la parte posterior del compartimiento para mejor visualización de su entorno. No poseía radio, pero tenía un sistema de mensajes a través del cual el barco en la superficie se comunicaba con el sumergible. Tampoco poseía un sistema GPS, una vez adentro del Titán, los tripulantes contaban con 96 horas de oxígeno.
Tenía adosado un juego de luces Led en la parte frontal de alta intensidad.
El Horizon Arctic es el buque utilizado en las expediciones como buque de apoyo para llegar por superficie hasta la localización donde se encuentran los restos del RMS Titanic. La primera expedición tuvo lugar en 2021.

## Incidentes y accidentes
El 18 de junio de 2023, el sumergible operado por OceanGate Expeditions Titan desapareció en el océano Atlántico Norte frente a la costa de Terranova. El sumergible estaba diseñado para transportar a cinco personas, entre las que estaban Hamish Harding y el fundador de OceanGate, Stockton Rush; con el fin de ver los restos del RMS Titanic. Contaba con un suministro de oxígeno de hasta 96 horas, por lo que podían sobrevivir como máximo hasta el jueves 22 de junio de 2023 alrededor de las 13:00 CET.
El jueves 22 de junio, 4 días después de la desaparición, tanto la guardia costera de Estados Unidos como la empresa OceanGate informaron de la muerte de las cinco personas a bordo debido a una implosión catastrófica que ocurrió aproximadamente una hora y media tras la inmersión. La implosión habría ocurrido tan rápido, en unos veinte milisegundos, que el cerebro de los pasajeros no tuvo tiempo de procesar la información, muriendo estos de forma indolora e inmediata.